# Mont St-Benoît
Le Mont St-Benoît est un fromage canadien de l'abbaye de Saint-Benoît-du-Lac au Québec. Il s'apparente aux fromages de type gruyère[Lequel ?].
C'est un fromage à base de lait de vache, à pâte pressée cuite sous forme de meule.